# Анкерсмит, Франклин Рудольф
Франклин Рудольф Анкерсмит (нидерл. Frank Rudolf Ankersmit, 1945, Девентер, Нидерланды) — голландский философ и исследователь, профессор интеллектуальной истории и исторической теории в Университете Гронингена.
Автор исследований по современной историографии и философии истории. В своих работах уделяет значительное внимание понятиям нарратива, метафоры и репрезентации. В начале своей научной деятельности Анкерсмит стремился выстроить логику исторического нарратива. При этом он выделял философию истории в самостоятельную науку, следуя практике разграничения «исторического исследования» и «нарративного написания истории». Такой подход определял задачи философии истории как анализ исторического сочинения в цельном виде с выделением его особенностей и функций, оставляя право изучения прошлого, констатацию его событий исключительно за профессиональными историками. Подобная точка зрения обосновывала изучение прошлого с позиций нарративной логики. Развивая свою точку зрения, Анкерсмит обращался к теории Р. Коллингвуда, соглашаясь с его сравнением деятельности историка и детектива и «обозначая областью своего исследования именно то, как отдельные факты связываются в последовательный рассказ». 

Первой большой работой Анкерсмита, изданной в 1983 году, была «Нарративная логика». В этой книге учёный рассматривал предмет своего исследования как нечто цельное: в его теории структура исторического повествования по своему общему значению в корне разнится «от простой суммы значений составляющих её отдельных высказываний». Характеризуя автора и его книгу, И. В. Троцук пишет: 
Имя голландского философа Франка Рудольфа Анкерсмита известно в России в основном историкам и ассоциируется с понятиями постмодернизма, лингвистического и нарративного поворотов, суть которых в историческом контексте состоит в том, что прошлому отказывается в самостоятельности и признается его невозможность вне нарратива. Прошлое уже не рассматривается как референт исторических повествований: оно ни в каком виде не может быть дано историку — прошлая реальность не проецируется, а непосредственно конструируется в нарративе. Соответственно ключевые вопросы, на которые пытается ответить автор книги, следующие: что представляет собой историческое повествование? какова его структура? каким образом оно позволяет познавать прошлое? насколько реальность, предстающая в рассказе историка, соответствует прошлому, существует ли прошлое вне и без повествования историка? В целом книга позволяет понять суть и результаты «нарративного поворота» в методологии социогуманитарного знания.
В книге «История и тропология: взлет и падение метафоры» (1994) Анкерсмит рассматривает развитие философско-исторических исследований XX века через осмысление роли метафоры в историческом письме в контексте понятия исторического опыта. Испытал влияние Хейдена Уайта. 

Анкерсмита относят к представителям так называемой новой интеллектуальной истории. Их мировоззрение строилось на отрицании «аксиомы объективной исторической реальности, которая определяла самосознание традиционных историков». Они поставили под сомнение главную аксиому новоевропейской историографии, выраженную в формулировке: «Пусть прошлое само заговорит». Иными словами, они не соглашались с  тем подходом, который полагал убеждённость «познающего субъекта в самодостаточности реальности». Как считал Анкерсмит, 
Включение историцизмом самого себя в трансцендентную традицию имело два следствия. Во-первых, если существует трансцендентальный (исторический) субъект, который гарантирует надежное (историческое) знание, то это ведет к фиксации (исторического) объекта или (исторической) реальности, о которой это знание получено. Реальность выражает себя в том знании, которое мы имеем о ней. Эпистемологическая фиксация таким образом стимулирует онтологическую фиксацию, в данном случае, представления о минувшей реальности – неизменной и существующей независимо от историка, которую можно изучать как объект. Второе следствие состояло в том, что было придано правдоподобие прозрачности исторического текста относительно прошлого. Исторически неиспорченный, трансцендентальный познающий субъект вглядывается "сквозь текст" в ушедшую реальность, которая простирается перед ним".
Отмечается, что существует определённый рубеж между ранними работами Анкерсмита («Нарративная логика») и его поздними публикациями, такими как  «История и тропология» и, более всего, «Возвышенный исторический опыт». Если первые вполне вписывались в модель нарративной (постструктуралистской) философии истории, то последние «знаменуют собой переход к принципиально иной версии постметафизической философии истории». И хотя исторический опыт является достаточно новым предметом исследования, он уже занял свою нишу в современной науке».
Член партии Форум за демократию в 2016—2017.

### На русском языке
- Анкерсмит Ф. Нарративная логика: Семантический анализ языка историков. Пер. с англ. О. Гавришиной, А. Олейникова. Под науч. ред. Л. Б. Макеевой. — М.: Идея-Пресс, 2003. — 360 с.
- Анкерсмит Ф. Р. История и тропология: взлет и падение метафоры. / пер. с англ. М. Кукарцева, Е. Коломоец, В. Кашаев — М.: Прогресс-Традиция, 2003. — 496 с.
- Анкерсмит Ф. Возвышенный исторический опыт. — М.: Европа, 2007.
- Франклин Анкерсмит. Политическая репрезентация / Перевод с англ. Алексея Глухова. — М.: Издательский дом Высшей школы экономики. 2012.
- Анкерсмит Ф. Р. Эстетическая политика. Политическая философия по ту сторону факта и ценности / пер. с англ. Д. Кралечкина. — М.: Изд. дом Высшей школы экономики, 2014. — 432 с. — (Политическая теория). — ISBN 978-5-7598-0812-1.

#### Статьи
- Анкерсмит Ф. Р. «Изучение истории как политическая проблема» (Интервью) // Вопросы образования : журнал. — 2006. — № 4. — С. 32-37. — ISSN 2412-4354.